# Kellergatsch
Der Kellergatsch, auch Weinviertler Kellergatsch oder Kellergeheimnis, ist ein Brotaufstrich, der in Weinviertler Heurigen serviert wird.
Der Gatsch (österreichisch für Schlamm, Matsch) wird üblicherweise aus allerlei Resten zubereitet. Fixer Bestandteil sind Wurstreste und eingelegtes Gemüse wie Essiggurkerl, Pfefferoni oder Silberzwiebel. Hinzu können weitere Zutaten wie hartgekochtes Ei oder Gemüse (Paprika) kommen. Alle Zutaten werden klein geschnitten und mit Topfen, Sauerrahm, Frischkäse und/oder Mayonnaise sowie Gewürzen vermengt. Auf Grund seines Ursprungs als Resteessen sind die verwendeten Zutaten und Rezepte sehr variabel.